# Operace Destroyer
Operace Destroyer byl krycí název pro paradesantní výsadek vyslaný během II. světové války z Anglie na území okupované Francie organizovaný společně zpravodajským odborem exilového Ministerstva národní obrany a britskou SIS.

## Složení a úkoly
V původním, plánovaném složení byl výsadek tříčlenný, vinnou zranění velitele Hugo Weyricha při výcviku zůstal dvoučlenný. Byl tvořen rotným Karlem Tichým a čet. asp. Bohumilem Menšíkem. Jejich úkolem bylo pomáhat Čechům a Slovákům sjednoceným v Československém národním výboru v organizování odbojové skupiny Československé bojové družiny a předávat zpravodajské informace do Londýna. Pro tento účel byli vybaveni radiostanicí Jakub. Oba příslušníci desantu Francii dobře znali; Tichý v ní žil od roku 1928, Menšík v ní pobýval při emigraci z protektorátu.

## Činnost
Desant byl vysazen 2. července 1944 u La Troche, 50 kilometrů od Paříže. Po ukrytí materiálu do Paříže došli pěšky a ohlásili se na kontaktní adrese u starosty pařížského Sokola J. Lukeše, u kterého se ukryli a odkud i vysílali. Odbojáři zajistili vyzvednutí materiálu a přepravu do Paříže. 
První spojení s Londýnem Menšík navázal 16. července. S vysíláním depeší byly problémy, neboť Menšík používal radiostanici se slabým výkonem a vysílání bylo navíc rušeno provozem jiných stanic. V radiových depeších byly do Londýna odesílány žádosti zejména o zbraně; Bojová družina měla výzbroj špatnou. Než však mohlo dojít k zorganizování výsadku vypuklo 19. srpna v Paříži povstání, kterého se zúčastnili i členové výsadku. 
Koncem léta 1944 ještě plnili funkci radistů pro vojenského atašé československé exilové vlády ve Francii a začátkem roku 1945 se vrátili zpět do Anglie. 